# Eduard Friedrich Weber
Eduard Friedrich Weber (Wittenberg, 1806. március 6. – Lipcse, 1871. május 18.) német fiziológus és anatómus. Bátyjai a fiziológus Ernst Heinrich Weber (1795–1878) és a fizikus Wilhelm Eduard Weber (1804–1891).